# ヒカルメイジ
ヒカルメイジは日本の競走馬、種牡馬。1957年の東京優駿に優勝、種牡馬としても数々の活躍馬を輩出し、青森県の競走馬生産を牽引した。半弟コマツヒカリ（父トサミドリ）も東京優駿優勝馬であり、史上2組目の兄弟ダービー馬である。
- 馬齢は旧表記（数え年）で記述する。

## 経歴
母イサベリーンは戦後日本の競走馬資源不足解消のためにイギリスから輸入された繁殖牝馬であり、日本到着時点で英リーディングサイアー・ボワルセルの仔を受胎していた。その後競馬会によって青森県の盛田牧場に頒布され、1954年、イギリスからの 持込馬としてヒカルメイジが誕生した。幼駒時代は一見して見栄えの良くない馬であったが、東京から馬を見に訪れた調教師の藤本冨良は見所があると感じ、当時としては珍しく出生時点での購入を行った。その後、メイヂヒカリの馬主として知られた新田新作の所有馬となった。

### 戦績
3歳となった1956年9月、東京競馬場で蛯名武五郎を鞍上に初戦を迎えた。しかし逃げ潰れて7着と敗退。2戦目で初勝利を挙げたが、以降は脚部不安もあって精彩を欠き、3歳シーズンは5戦1勝に終わる。しかし4歳初戦に出走した条件戦でハナ差の2着となると、次走の4歳特別では前走の優勝馬ボストンに3馬身半差をつけ、2勝目を挙げた。以降ヒカルメイジは連勝を始める。
続くオープン戦では朝日杯3歳ステークス2着馬ラプソデーに完勝、スプリングステークスで重賞初勝利を挙げ、皐月賞へのステップとして出走したオープン戦では2着に4馬身差・レコードタイムでの優勝を果たし、4連勝で皐月賞に臨んだ。当日は単勝支持率53%という1番人気に支持される。しかし重馬場で行われた競走で、「重の鬼」とも称された重馬場得意のカズヨシを捉えきれず、1馬身半差の2着に終わった。

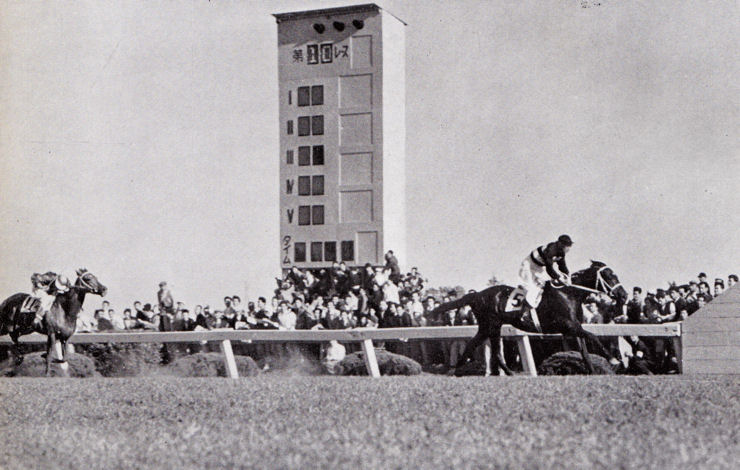
日本ダービー決勝線前の様子

次走はNHK盃を3馬身差で快勝し、東京優駿を迎えた。カズヨシに加え、8戦全勝の二冠牝馬ミスオンワードなどを抑え再び1番人気に支持されたヒカルメイジは、道中中団から徐々に進出していくと、直線で逃げ粘りを図るカズヨシを一気に差し切り、3馬身半差を付けて優勝。持込馬として初のダービー馬となった。優勝タイム2分31秒0は、1952年にトキノミノルが記録したレースレコードを0.1秒短縮するものだった。
しかし、競走前から再び脚元に不安を抱え始めていたヒカルメイジは、この競走によって右前脚に屈腱炎を発症し、長期の休養を余儀なくされる。翌年3月にオープン戦で復帰すると、61kgの斤量を背負ってラプソデー等を破り優勝。西下して臨んだオープン戦も同斤量を背負い、2馬身差で快勝した。この後は天皇賞（春）出走となるはずだったが、この時点で屈腱炎が再発。大事を取って競走馬引退となった。

### 種牡馬時代
引退後は故郷の盛田牧場で種牡馬となる。競走馬生産の主流が本州から北海道へと移っていく中で、ヒカルメイジは青森県繋養種牡馬の筆頭格として活躍し、菊花賞優勝馬グレートヨルカ、天皇賞（春）優勝馬アサホコを含む10頭の重賞優勝馬を送り出した。 1958年の外国馬輸入解禁から外国産種牡馬が圧倒的な勢力を保っていたなか、種牡馬ランキングで2度のベスト10入り（1963年8位、1965年7位）を果たし、27歳まで種牡馬生活を続けた。
ヒカルメイジは鹿毛のホモ結合型遺伝子を有しており、産駒の被毛は全て鹿毛であった。また、同じボワルセル産駒で7度のリーディングサイアーを獲得したヒンドスタンと共に、産駒には額に旋毛が二つあるものが多く、関係者の間で「珠目二列の馬は良い」というジンクスが生まれた。
当時日本のサラブレッド長寿記録を作った母と同様に長寿を保っていたが、1983年3月、老衰により30歳で死去。1993年、青森県七戸町に開設された「道の駅しちのへ」に、同じ青森県産のダービー馬フエアーウインと共に立像が建てられている。また、2000年に日本中央競馬会の広報誌『優駿』誌上で企画された「20世紀のベストホース100」において、20世紀の日本競馬を代表する名馬の1頭に選定された。

## 競走成績
| 年月日 | 年月日 | 年月日 | 競馬場 | レース名        | 頭数 | 人気 | 着順 | 距離（馬場）  | タイム  | 着差    | 騎手       | 斤量 [kg] | 優勝馬/（2着馬）   |
| 1956   | 9.     | 29     | 東京   | 3歳新馬・未出走 | 15   | 2    | 7着  | 芝1200m（稍） | 1:18.0  | 1.2秒   | 蛯名武五郎 | 51.5      | ファストキング     |
|        | 10.    | 13     | 東京   | 3歳新馬・未出走 | 11   | 4    | 1着  | 芝1000m（重） | 1:04.2  | 2 1/2身 | 蛯名武五郎 | 51.5      | （ミスコマチ）     |
|        | 10.    | 21     | 東京   | ジュニヤーS     | 8    | 5    | 4着  | 芝1200m（良） | 1:14.4  | 1.1秒   | 蛯名武五郎 | 51        | ラプソデー         |
|        | 11.    | 25     | 東京   | 3歳オープン     | 8    | 1    | 4着  | 芝1000m（重） | 1:03.2  | 0.2秒   | 藤本勝彦   | 51        | ミスコマチ         |
|        | 12.    | 22     | 中山   | 3歳30万下       | 13   | 1    | 2着  | 芝1100m（良） | 1:07.1  | 0.1秒   | 蛯名武五郎 | 52        | ロンジー           |
| 1957   | 1.     | 6      | 中山   | 4歳30万下       | 5    | 1    | 2着  | 芝1100m（良） | 1:06.2  | 0.0秒   | 蛯名武五郎 | 52        | ボストン           |
|        | 1.     | 13     | 中山   | 四歳特別        | 6    | 1    | 1着  | 芝1100m（良） | 1:06.2  | 3 1/2身 | 蛯名武五郎 | 56        | （ボストン）       |
|        | 3.     | 9      | 東京   | 4歳オープン     | 7    | 1    | 1着  | 芝1400m（稍） | 1:28.3  | 1 1/2身 | 蛯名武五郎 | 54        | （ラプソデー）     |
|        | 3.     | 21     | 中山   | スプリングS     | 7    | 1    | 1着  | 芝1600m（良） | 1:37.3  | 3 1/2身 | 蛯名武五郎 | 54        | （セルローズ）     |
|        | 4.     | 6      | 中山   | 4歳オープン     | 5    | 1    | 1着  | 芝1800m（良） | R1:52.3 | 4身     | 蛯名武五郎 | 56        | （ギンセイ）       |
|        | 4.     | 21     | 中山   | 皐月賞          | 14   | 1    | 2着  | 芝2000m（稍） | 2:08.1  | 0.1秒   | 蛯名武五郎 | 57        | カズヨシ           |
|        | 5.     | 5      | 東京   | NHK盃           | 9    | 1    | 1着  | 芝2000m（良） | 2:05.1  | 3身     | 蛯名武五郎 | 57        | （ラプソデー）     |
|        | 5.     | 26     | 東京   | 東京優駿        | 20   | 1    | 1着  | 芝2400m（良） | R2:31.0 | 3 1/2身 | 蛯名武五郎 | 57        | （カズヨシ）       |
| 1958   | 3.     | 15     | 東京   | 5歳以上オープン | 8    | 1    | 1着  | 芝1600m（良） | 1:37.4  | 1 1/4身 | 蛯名武五郎 | 61        | （ユウセイ）       |
|        | 4.     | 12     | 京都   | 5歳以上オープン | 5    | 1    | 1着  | 芝2000m（良） | 2:08.0  | 2身     | 蛯名武五郎 | 61        | （フレームクイン） |

- タイム欄のRはレコード勝ちを示す。

## 主な産駒
※括弧内太字は現在のGI級競走。
- アサリュウ（1959年産 目黒記念・春）
- グレートヨルカ（1960年産 朝日杯3歳ステークス、菊花賞、東京記念、セントライト記念、京王杯スプリングハンデキャップ）
- アサホコ（1960年産 天皇賞・春、アメリカジョッキークラブカップ、金杯・東、スワンステークス、京王杯スプリングハンデキャップ）
- カネノヒカル（1960年産 京成杯、日本短波賞）
- セエチョウ（1962年産 関屋記念）
- クニハヤヒメ（1963年産 中山大障害・春）
- オノデンオー（1964年産 ダイヤモンドステークス）
- ムネヒサ（1964年産 日本短波賞）
- リキリュウシンゲキ（1966年産 京都牝馬特別、阪神牝馬特別）
- マスヒロ（1968年産 中山大障害・秋）

### 主なブルードメアサイアー産駒
- モンタサン（朝日杯3歳ステークス、セントライト記念、京王杯スプリングハンデキャップ）
- カネヒムロ（優駿牝馬）

## 逸話
- 幼駒時代は牧場主から「熊みたいに不細工な奴」と評され[5]、競走馬となって以降も、他馬の馬主から「ネズミみたいな馬だ」と嘲笑されていた[6]。このため、馬主の新田は馬体の美しさで知られたメイヂヒカリばかりを訪れ、同厩舎にいながらヒカルメイジの顔を見ることはほとんどなかった。藤本は「今にこっちを見に来ることになりますよ」と慰めていたが[6]、新作はヒカルメイジが連勝を始め、ダービー馬となる姿を見ることなく病死している。
- 藤本が出生直後のヒカルメイジを見に訪れた際、同じく調教師の大久保房松も汽車に同乗していた。しかし大久保は別の牧場を訪ねるために途中下車し、ヒカルメイジを購買する機会を逸した[7]。後にヒカルメイジの活躍を見て大久保は非常に悔しがったが、その後、半弟のコマツヒカリを管理しダービー優勝を果たしている。

## 血統表
| ヒカルメイジの血統（ボワルセル系 / Spearmint3×5=15.62%、Chaucer4×5=9.38%、St.Simon5×4=9.38%（父内）、Dark Robnald5×4=9.38%（母内）） | ヒカルメイジの血統（ボワルセル系 / Spearmint3×5=15.62%、Chaucer4×5=9.38%、St.Simon5×4=9.38%（父内）、Dark Robnald5×4=9.38%（母内）） | ヒカルメイジの血統（ボワルセル系 / Spearmint3×5=15.62%、Chaucer4×5=9.38%、St.Simon5×4=9.38%（父内）、Dark Robnald5×4=9.38%（母内）） | （血統表の出典）  | （血統表の出典） |
| 父 Bois Roussel 1935 黒鹿毛 | 父の父Vatout 1926 鹿毛 | Prince Chimay | Chaucer           | Chaucer          |
| 父 Bois Roussel 1935 黒鹿毛 | 父の父Vatout 1926 鹿毛 | Prince Chimay | Gallorette        |                  |
| 父 Bois Roussel 1935 黒鹿毛 | 父の父Vatout 1926 鹿毛 | Vasthi | Sans Souci        | Sans Souci       |
| 父 Bois Roussel 1935 黒鹿毛 | 父の父Vatout 1926 鹿毛 | Vasthi | Vaya              |                  |
| 父 Bois Roussel 1935 黒鹿毛 | 父の母Plucky Liege 1912 鹿毛 | Spearmint | Carbine           | Carbine          |
| 父 Bois Roussel 1935 黒鹿毛 | 父の母Plucky Liege 1912 鹿毛 | Spearmint | Maid of the Mint  |                  |
| 父 Bois Roussel 1935 黒鹿毛 | 父の母Plucky Liege 1912 鹿毛 | Concertina | St.Simon          | St.Simon         |
| 父 Bois Roussel 1935 黒鹿毛 | 父の母Plucky Liege 1912 鹿毛 | Concertina | Comic Song        |                  |
| 母 *イサベリーン Isabelline 1944 黒鹿毛                                                                                              | 母の父Canon Law 1930 鹿毛 | Colorado | Phalaris          | Phalaris         |
| 母 *イサベリーン Isabelline 1944 黒鹿毛                                                                                              | 母の父Canon Law 1930 鹿毛 | Colorado | Canyon            |                  |
| 母 *イサベリーン Isabelline 1944 黒鹿毛                                                                                              | 母の父Canon Law 1930 鹿毛 | Book Law | Buchan            | Buchan           |
| 母 *イサベリーン Isabelline 1944 黒鹿毛                                                                                              | 母の父Canon Law 1930 鹿毛 | Book Law | Popingaol         |                  |
| 母 *イサベリーン Isabelline 1944 黒鹿毛                                                                                              | 母の母Legal Tender 1928 鹿毛 | Son-in-Law | Dark Ronald       | Dark Ronald      |
| 母 *イサベリーン Isabelline 1944 黒鹿毛                                                                                              | 母の母Legal Tender 1928 鹿毛 | Son-in-Law | Mother-in-Law     |                  |
| 母 *イサベリーン Isabelline 1944 黒鹿毛                                                                                              | 母の母Legal Tender 1928 鹿毛 | Beloved | Beppo             | Beppo            |
| 母 *イサベリーン Isabelline 1944 黒鹿毛                                                                                              | 母の母Legal Tender 1928 鹿毛 | Beloved | Silesia F-No.10-a |                  |

本馬が誕生した翌年、同じボワルセル産駒の種牡馬ヒンドスタンが導入されている。母イサベリーンはイギリスで1勝。母系血統は優秀なものであったが、数々の事故のため、日本における弟妹はコマツヒカリしか存在しなかった。